# 植田站 (福岛县)
植田站（日语：／ Ueda eki */?）位于日本福岛县磐城市植田町，是东日本旅客铁道（JR東日本）管辖的鐵路車站。

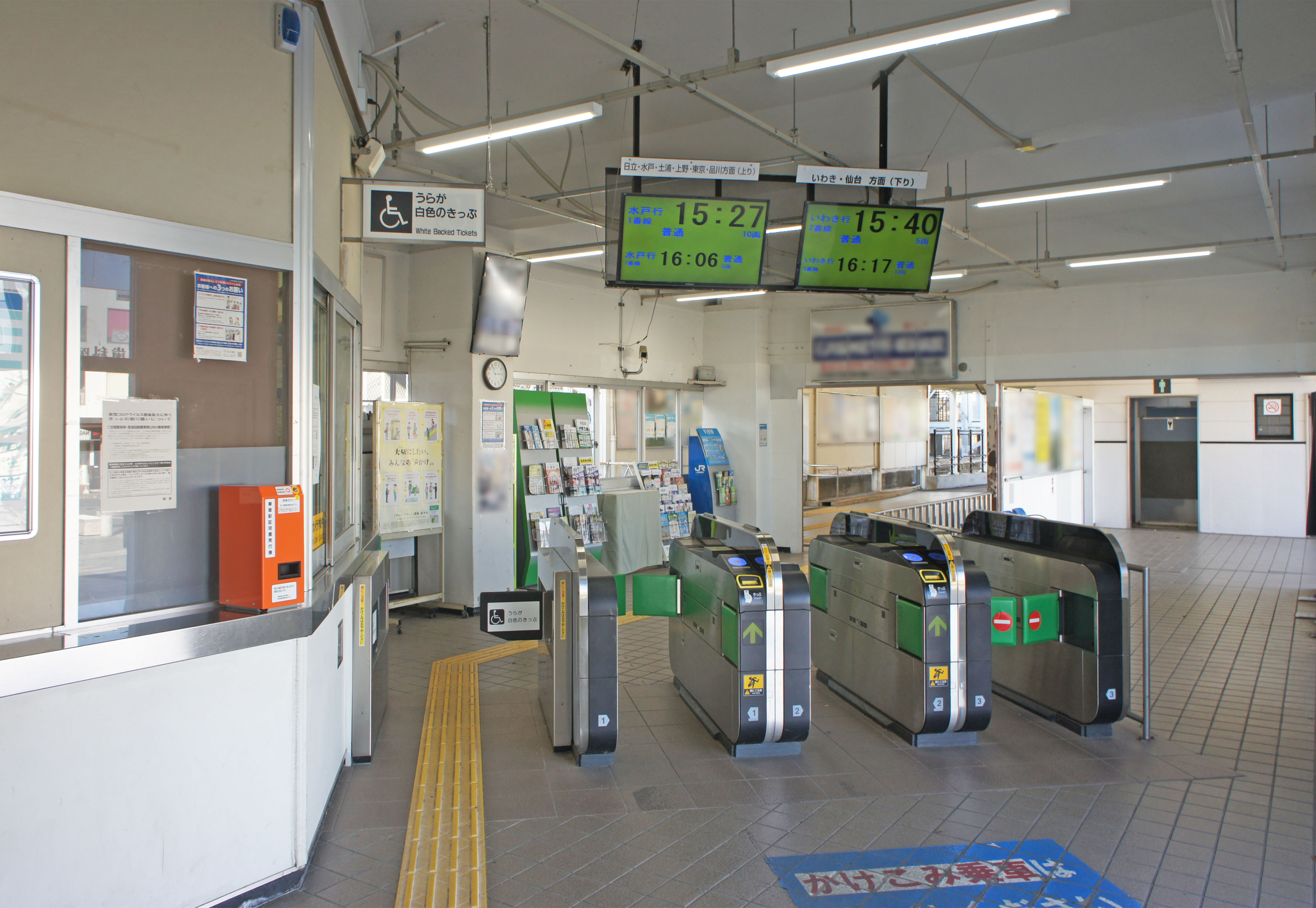
驗票口(2022年2月)

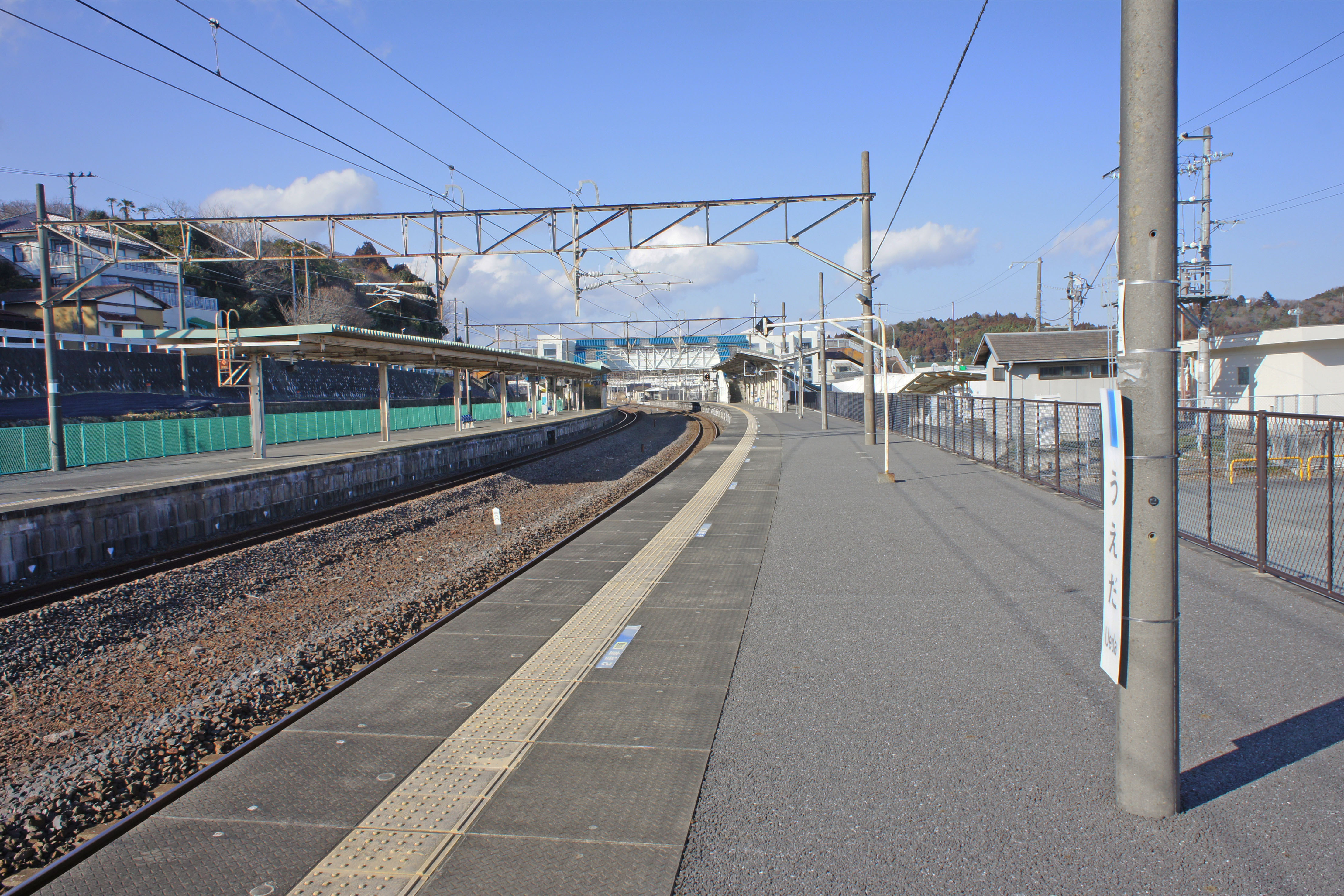
月台(2022年2月)

## 历史
- 1897年2月25日 - 作为日本铁道的车站投入运营。
- 1909年10月12日 - 线路名制定，归属常磐线。
- 1981年 - 停止办理整车到发货物专用线业务。
- 1987年4月1日 - 国铁分割民营化后成为JR东日本车站。
- 2006年3月22日：指定席自动售票机和自动闸机投入使用，绿色窗口关闭。
- 2009年3月14日 - 随着东京近郊区间扩大，开始支持使用Suica。
- 2013年4月1日 - 业务委托化
- 2015年3月14日 - 时刻表修改，特急列车全部通过，只有普通列车停车。

## 车站结构
侧式站台2台2线构成的地上车站。站台之间通过跨线桥连接。
JR东日本综合服务管理的业务委托站。站内设有自动闸机和指定席自动售票机。

### 站台配置
| 站台 | 路线    | 方向 | 目的地         |
| ---- | ------- | ---- | -------------- |
| 1    | ■常磐线 | 上行 | 水户、土浦方向 |
| 2    | ■常磐线 | 下行 | 磐城方向       |

（來源：JR東日本:車站構內圖 （页面存档备份，存于））

## 使用情况
根據JR東日本，2018年度（平成30年度）1日平均上車人次為1,852人。
近年的推移如下表。
| 上車人次推移       | 上車人次推移     | 上車人次推移    |
| 年度               | 1日平均 上車人次 | 來源            |
| ------------------ | ---------------- | --------------- |
| 2000年（平成12年） | 2,607            | [ 利用客数 2 ]  |
| 2001年（平成13年） | 2,465            | [ 利用客数 3 ]  |
| 2002年（平成14年） | 2,351            | [ 利用客数 4 ]  |
| 2003年（平成15年） | 2,272            | [ 利用客数 5 ]  |
| 2004年（平成16年） | 2,149            | [ 利用客数 6 ]  |
| 2005年（平成17年） | 2,065            | [ 利用客数 7 ]  |
| 2006年（平成18年） | 2,046            | [ 利用客数 8 ]  |
| 2007年（平成19年） | 2,076            | [ 利用客数 9 ]  |
| 2008年（平成20年） | 2,037            | [ 利用客数 10 ] |
| 2009年（平成21年） | 1,905            | [ 利用客数 11 ] |
| 2010年（平成22年） | 1,819            | [ 利用客数 12 ] |
| 2011年（平成23年） | 1,727            | [ 利用客数 13 ] |
| 2012年（平成24年） | 1,939            | [ 利用客数 14 ] |
| 2013年（平成25年） | 2,032            | [ 利用客数 15 ] |
| 2014年（平成26年） | 1,983            | [ 利用客数 16 ] |
| 2015年（平成27年） | 2,022            | [ 利用客数 17 ] |
| 2016年（平成28年） | 1,994            | [ 利用客数 18 ] |
| 2017年（平成29年） | 1,943            | [ 利用客数 19 ] |
| 2018年（平成30年） | 1,852            | [ 利用客数 1 ]  |

## 相鄰車站
東日本旅客鐵道（JR東日本）
■常磐线 
勿來－植田－泉

### 使用情况
1. 1 2  . 東日本旅客鉄道.   [2019-07-12]. （原始内容存档于2019-07-05）.
2. ↑  . 東日本旅客鉄道.   [2019-03-05]. （原始内容存档于2019-03-28）.
3. ↑  . 東日本旅客鉄道.   [2019-03-05]. （原始内容存档于2019-03-28）.
4. ↑  . 東日本旅客鉄道.   [2019-03-05]. （原始内容存档于2019-03-28）.
5. ↑  . 東日本旅客鉄道.   [2019-03-05]. （原始内容存档于2019-03-28）.
6. ↑  . 東日本旅客鉄道.   [2019-03-05]. （原始内容存档于2019-03-28）.
7. ↑  . 東日本旅客鉄道.   [2019-03-05]. （原始内容存档于2019-03-27）.
8. ↑  . 東日本旅客鉄道.   [2019-03-05]. （原始内容存档于2019-03-27）.
9. ↑  . 東日本旅客鉄道.   [2019-03-05]. （原始内容存档于2019-03-28）.
10. ↑  . 東日本旅客鉄道.   [2019-03-05]. （原始内容存档于2019-03-27）.
11. ↑  . 東日本旅客鉄道.   [2019-03-05]. （原始内容存档于2019-03-27）.
12. ↑  . 東日本旅客鉄道.   [2019-03-05]. （原始内容存档于2019-03-27）.
13. ↑  . 東日本旅客鉄道.   [2019-03-05]. （原始内容存档于2019-03-27）.
14. ↑  . 東日本旅客鉄道.   [2019-03-05]. （原始内容存档于2018-10-26）.
15. ↑  . 東日本旅客鉄道.   [2019-03-05]. （原始内容存档于2016-04-04）.
16. ↑  . 東日本旅客鉄道.   [2019-03-05]. （原始内容存档于2019-03-27）.
17. ↑  . 東日本旅客鉄道.   [2019-03-05]. （原始内容存档于2019-03-23）.
18. ↑  . 東日本旅客鉄道.   [2019-03-05]. （原始内容存档于2017-07-29）.
19. ↑  . 東日本旅客鉄道.   [2018-07-06]. （原始内容存档于2018-07-06）.

## 外部連結
- 車站資訊（植田）：東日本旅客鐵道